# Urma Sellinger
Urma Sellinger ist eine 2010 gegründete fünfköpfige schwedische Post-Hardcore-Band aus Stockholm. Bisher veröffentlichte die Gruppe eine EP und ein Album in Eigenregie. Beide Tonträger wurden von Matt Hyde produziert. Manche Songs wurden bereits im Radio bei Bandit Rock und dem Internetradio The Pit FM gesendet. Auch berichteten die Zeitungen Arbetarbladet und Västerviks Tidningen über Urma Sellinger.
Die Gruppe hat einen Vertrag mit der Konzertagentur Oakfield Music Group unterzeichnet und spielt inzwischen Konzerte auf nationaler Ebene. So tourte die Gruppe mehrfach durch Schweden und spielte als Vorgruppe für Szenegrößen wie Adept, Her Bright Skies, All Ends, Enter Shikari und Walking with Strangers. Die Gruppe nahm unter anderem am Ringrocker Bandcontest und am Emergenza teil. Für den März 2013 ist eine Europa-Tour geplant bei der Urma Sellinger gemeinsam mit Turn the Tables aus Norwegen als Vorgruppe für Shadows Chasing Ghosts auftreten soll.
Vergleichbar ist der Sound der Gruppe mit dem der Band Silverstein.

## Geschichte

### Die Anfänge
Gegründet wurde Urma Sellinger im Jahr 2010 von Eric Lindqvist (Gitarre), John Eriksson (Schlagzeug), Alex Borg (Gesang), Andree Borg (Gitarre), Axel Vålvik (Bass) und Olle Johansson (Gesang) als In Flames–inspirierte Death Metal–Band in Stockholm. Durch einen Auftritt mit Adept begannen die Musiker sich für das Post-Hardcore-Genre zu interessieren und eigene Songs zu schreiben.
Bereits nach wenigen Monaten schaffte es die Band, Kontakt zu dem britischen Musikproduzenten Matt Hyde zu knüpfen, der schon für Slipknot, Bullet for My Valentine, Funeral for a Friend, Gallows und Architects arbeitete. Der Kontakt zum Produzenten Matt Hyde entstand sporadisch. Die Band fragte ihn in einer E-Mail an, ob er Interesse habe, mit der Band zu arbeiten. Hyde bejahte dies. In einem Interview der Västerviks Tidningen mit dem Sänger Olle Johansson erklärte dieser, dass Hyde das Potenzial der Gruppe erkannt habe und deswegen mit der Band arbeiten wolle. Im Sommer flog die Band nach London, wo die Gruppe ihre Debüt-EP Live Laugh Love produzierte. Über das 2009 gegründete schwedische Indie-Label Lunatic Music wurde die 3-Track-EP als CD sowie als Download bei ITunes und Spotify veröffentlicht. Die Gruppe steht nicht bei diesem Label unter Vertrag, dennoch konnte die Gruppe aufgrund ihrer Beziehungen zu den Betreibern des Labels die Aufnahmestudios des Labels nutzen. Eine Woche nach dem Release der EP erreichte die Band den ersten Platz der meistgehörten Songs auf MySpace in Schweden. Durch den ungeahnten Erfolg wurde die Gruppe bei People’s Choice auf das Moshpit Open Air gewählt, wo die Band am 4. September 2010 gemeinsam mit Enter Shikari und anderen Bands im Folkets Park, Nykvarn, Stockholm spielte.
Mit dem Song Far from Sandra aus der Debüt-EP nahm die Gruppe bei einem Wettbewerb von Check In Music teil, bei der die Siegerband einen Plattenvertrag mit Universal Music Sweden gewinnen konnte. Diesen Contest gewann der schwedische Solo-Musiker Dennis Camitz mit seinem Song Funeral. Am 2. Mai 2010 spielte die Gruppe auf dem Emergenza, einem internationalen Bandcontest, ein Konzert im Klubben in Stockholm. Beim Emergenza erreichte die Band die nationale Finalrunde und belegte am Ende den vierten Platz.

### Das Debütalbum
Im Februar 2011 gaben Urma Sellinger bekannt, wieder mit Matt Hyde arbeiten zu wollen. Gemeinsam mit Hyde mietete die Gruppe erneut das Studio von Lunatic Music in dem schwedischen Ort Gävle, wo die Band ihr Album produzierte. Hyde und die Band wurden von Emil Englin, Kristoffer Löfgren, Per Hartwig und Johan Nygren bei der Produktion des Albums unterstützt. Außerdem wurden einige Arbeiten an dem Album in den Bro Studios in London vorgenommen. Im Juni 2011 spielte die Band auf dem Monsterstage, einem Festival, dass seit 2007 ausgetragen wird. Bei der fünftägigen Veranstaltung traten mehr als 100 Gruppen und Musiker aller Genres aus ganz Schweden auf.
Am 16. April 2011 waren Urma Sellinger als Vorgruppe für All Ends in Västerås zu sehen. Am 5. August 2011 spielten Urma Sellinger mit Embrace Elijah und Hollows in Jönköping. Die Gruppe veröffentlichte mit Plastic Smile einen Song des neuen Albums vorab über MySpace und Facebook.
2011 trennte sich die Band von ihrem Bassisten Axel Vålvik, der durch Eric Lindqvists Bruder Anton Lindqvist ersetzt wurde. Ende 2011 traten Urma Sellinger auf dem Pepp Fest im Haninge Kulturhus in Stockholm auf. Im Dezember 2011 wurde die erste Single-Auskopplung des Debütalbums als Download bei Amazon, iTunes und Spotify veröffentlicht. Diese wurde im November 2011 vorab auf Bandit Rock gesendet. Manche Songs der Gruppe wurden bereits auf dem in Australien beheimateten Internetradio The Pit FM gesendet. Die Band kündigte im Dezember 2011 an, dass das Debütalbum voraussichtlich am 26. Januar 2012 veröffentlicht würde.

### Erste Shows außerhalb Schwedens und EPA Thousand Days
Urma Sellinger waren am 25. Februar 2012 Vorgruppe für Adept, die an diesem Tag im Rahmen ihrer „The Lost Boys“-Schweden-Tour in Stockholm spielten. Die Band ist nahm bei dem „Rock am Ring Bandcontest“, einem Wettbewerb des offiziellen Rock-am-Ring-Forums „ringrocker.com“, bei der die Gruppe einen Auftritt als Newcomer auf dem Rock am Ring Festival gewinnen kann, teil. Dort erreichte die Gruppe die Top50 und schied in der zweiten Runde aus. Am 26. Mai 2012 startete die schwedische Deathcore-Band Walking with Strangers ihre „Hardships Tour“ bei der Urma Sellinger als Vorgruppe auf sechs Konzerten durch Schweden tourte. Bei dem ersten Konzert dieser Tour spielte die Gruppe am 26. Mai 2012 auf dem „Overdrive Festival“ in Jönköping wo unter anderem auch die Band Atmosfear auftraten. Allerdings wurde die laufende Tour abgebrochen. Auch ein Auftritt auf dem Juggsfest im britischen York im September hat die Band bestätigt. Es wäre der erste Festival-Auftritt außerhalb Schwedens für die Band.
Zwischenzeitlich wurde die Gruppe von der Konzertagentur Madison Music Group verpflichtet, die mit der Band eine UK-Tour vorbereiteten, die im Juli abgesagt werden musste. Diese sollte den Namen „Live Laugh Love Tour“ tragen. Im Juni 2012 spielten Urma Sellinger auf dem Peace & Love. Ebenfalls im Juni 2012 gab Madison Music Group die Tourdaten der inzwischen abgesagten „Live Laugh Love Tour“ bekannt. Die Gruppe sollte im August 2012 durch Großbritannien touren und von Floods und Violet in Glasgow, Aberdeen, Derby, Manchester, Liverpool, Leicester, Cardiff, Birmingham und London im Vorprogramm begleitet werden. Diese Tour sollte unter anderem von Small Town Records präsentiert werden. Ende September gab die Gruppe zwei Konzerte im Vereinigten Königreich in London und Leicester.
Am 6. Oktober spielte Urma Sellinger als Support-Band für Walking with Strangers und Aim for the Sunrise auf deren „MAD Tour“ in Stockholm. Über dem schwedischen Label Panic & Action wurde am 15. Oktober 2012 der Sampler We Curse the Day You Were Fucking Born digital veröffentlicht. Urma Sellinger sind dort mit ihrer neuen Single Crown the Liar zu hören. Außerdem sind Aim for the Sunrise und Walking with Strangers vertreten. Am 12. Januar 2013 wird die Gruppe das Jahr mit einer Tour durch Schweden starten. Konzerte sind in Uppsala, Jönköping, Karlskrona, Stockholm, Eskilstuna, Örebro und Kungsbacka. Zum Tour-Auftakt in Gävle wird die Gruppe allerdings nicht zu sehen sein. Als Support spielen Ink Stained Promises, Follow the Captain und Evelyn.
Zwischenzeitlich wurde bekannt, dass die Gruppe gemeinsam mit Turn the Tables aus Norwegen als Supportband für Shadows Chasing Ghosts durch Europa touren werden. Organisiert wird diese Tour unter anderem von The Kirby Organization (TKOK) und Oakfield Music Group, dass bis Anfang Oktober noch Madison Music Group hieß. Am 1. Januar 2013 gaben die Veranstalter erste Konzerttermine der Europa-Tour bekannt, die den Namen „Shout Out Loud“-Tour tragen wird. Diese sind in Asker und Arendal (beides Norwegen), Stockholm, Linköping und Göteborg (alles Schweden), München und Dresden (beides Deutschland), Brno (Tschechien), sowie in Innsbruck (Österreich). Außerdem seien Konzerte in den Niederlanden, Belgien, Dänemark und im Vereinigten Königreich geplant. Am 9. Januar gab die Gruppe bekannt sich von ihrem Sänger Alex Borg getrennt zu haben. Ausschlaggebend sei eine länger andauernde Erkrankung, welche sich auch auf die Stimme des Sängers ausgewirkt habe. Er wird durch den bisherigen Gitarristen Eric Lindqvist ersetzt. Die Gruppe plant den Posten des Leadgitarristen während der Europa-Tour mit einem Gastmusiker zu besetzen. Am 26. Februar 2013 gaben Shadows Chasing Ghosts über Facebook bekannt, dass die Konzerte auf dem Festland abgesagt werden mussten, da der Van der Gruppe nicht repariert werden konnte. Allerdings waaren die Konzerte im Vereinigten Königreich nicht davon betroffen.
Urma Sellinger, Walking with Strangers und die belgische Band Now, Voyager wurden außerdem als Support für die anstehende Skandinavien-Tour von Bury Tomorrow bestätigt. Diese wird durch Norwegen, Schweden und Dänemark führen und acht Konzerte umfassen. Die Gruppe plant die Veröffentlichung ihrer zweiten EP, welche den Namen A Thousand Days tragen und voraussichtlich am 16. April 2013 erscheinen wird. Die Musiker haben diese Extended Play innerhalb von zwei Monaten aufgenommen. Am 17. März 2013 erschien die erste Single Out of Reach. Die EP heißt A Thousand Days erschien Ende April lediglich digital.

## Stil
Die Band spielt klassischen Post-Hardcore, worin sich aber auch Elemente des Metalcore und Alternative Rock wiederfinden lassen. Zu den Bands, die den Musikstil Urma Sellingers beeinflussen, gehören unter anderem Slipknot und Bullet for My Valentine. Musikalisch erinnert der Sound allerdings eher an Silverstein.
Inhaltlich geht es in den Texten um persönliche Erfahrungen und Gefühle der Musiker sowie um Erfahrungen von Freunden der Bandmitglieder. In einigen Texten erzählen die Musiker, wie sie die Welt und ihre Umwelt wahrnehmen. Die Band sieht ihre Texte als unpolitisch an. Des Weiteren greifen manche Texte Thematiken wie Hass und Liebe auf einer persönlichen Basis der Musiker auf.

## Diskografie
- 2010: Live Laugh Love (EP, Lunatic Music)
- 2012: Urma Sellinger (Album, Lunatic Music)
- 2013: A Thousand Days (EP, kein Label)